# Maciej Dunajski
Maciej Dunajski – polski matematyk i fizyk teoretyczny. Profesor fizyki matematycznej i członek Clare College na Uniwersytecie Cambridge.

## Życiorys
Uczęszczał do I Liceum Ogólnokształcącego im. Mikołaja Kopernika w Łodzi, maturę zdał w 1990 roku. Studiował fizykę na Politechnice Łódzkiej. Doktoryzował się na Uniwersytecie Oksfordzkim pod kierunkiem Lionela Masona. Habilitację (2005) i profesurę (tytuł profesora belwederskiego uzyskał w 2011 roku) uzyskał na Uniwersytecie Łódzkim. Wykładał m.in. na Uniwersytecie w Berkeley, Harvardzie czy Uniwersytecie Princeton.

## Zainteresowania naukowe
Do jego zainteresowań należą: teoria twistorów, solitony, geometria różniczkowa, teoria grawitacji oraz matematyczna teoria czarnych dziur. Zajmuje się teoretycznymi zagadnieniami Ogólnej Teorii Względności i teorii twistorów. Jest bliskim współpracownikiem Rogera Penrose'a  oraz członkiem grupy badawczej  Stephena Hawkinga. W 2009 roku wspólnie z Robertem Bryantem i Michaelem Eastwoodem rozwiązał problem metryzowalności, czyli sposobu mierzenia odległości w przestrzeniach innych niż euklidesowa . Jest autorem trzech książek i ponad 80 publikacji naukowych.

## Wyróżnienia
W 2022 r. Londyńskie Towarzystwo Matematyczne przyznało prof. Dunajskiemu Stypendium Atiyah’a. W 2023 roku uzyskał pierwszą nagrodę Gravity Research Foundation.  Z ramienia Londyńskiego Towarzystwa Matematycznego jest zaangażowany w pomoc krajom Afryki Subsaharyjskiej w rozwijaniu nauk matematycznych i przyrodniczych. Uznawany za jednego z najwybitniejszych współczesnych polskich fizyków.